# Michaël Simutoga
Pour les articles homonymes, voir Simutoga.

a Compétitions nationales et continentales officielles uniquement.

b Matchs officiels uniquement.
Dernière mise à jour le 2 août 2025.
Michaël Simutoga, né le 29 septembre 1996 à Sarrebourg (Allemagne), est un joueur français de rugby à XV évoluant au poste de pilier droit avec Colomiers Rugby en Pro D2.
Son frère cadet Valentin Simutoga est également joueur de rugby à XV et pilier.

## Biographie

### Jeunesse et formation
Michaël Simutoga naît à Sarrebourg en Allemagne. Il vient d'une famille d'origine walisienne. Son père est un ancien militaire. Lui et sa famille déménagent à Colmar en Alsace en 1998 puis s'installe ensuite en Auvergne à partir de 2008. Le pilier Valentin Simutoga, formé également au Rugby Club Castelpontin et à l'ASM Clermont Auvergne, est son frère cadet. Les joueurs de rugby à XV Jocelino Suta et Filimo Taofifénua sont respectivement son oncle et son cousin.
Il pratique tout d'abord le judo. Par la suite, il est formé au rugby à XV au sein du Colmar Rugby Club entre 2007 et 2008, il continue sa formation au Rugby Club Castelpontin de 2009 à 2013, basé à Pont-du-Château à quelques kilomètres de Clermont-Ferrand, il rejoint l'ASM Clermont Auvergne et son centre de formation à partir de 2013. Pour la saison 2013-2014, il fait partie du pôle France, ainsi que lors de la saison suivante.
En janvier 2014, il est convoqué avec l'équipe de France des moins de 18 ans pour participer à un stage afin de déterminer les groupes de joueurs pour les compétitions à venir durant l'année,. Ensuite, il est international français chez les moins de 19 ans, puis il est sélectionné avec l'équipe de France des moins de 20 ans à partir de 2015 où il prend part au Tournoi des Six Nations des moins de 20 ans, en réalisant de bonnes performances en tant que titulaire au poste de pilier droit alors qu'il est surclassé,.

### Débuts professionnels à l'ASM Clermont Auvergne
En avril 2015, alors âgé de dix-huit ans seulement, Michaël Simutoga est convoqué pour la première fois sur une feuille de match de l'équipe professionnelle de l'ASM Clermont Auvergne en tant que remplaçant à l'occasion de la vingt-troisième journée de Top 14 face au Castres olympique. Il fait alors ses débuts professionnels durant cette rencontre en remplaçant Clément Ric pour les cinq dernières minutes du match. Le mois suivant, il est convoqué pour préparer le Championnat du monde junior,, puis il fait partie du groupe final. Titulaire pour le premier match face au pays de Galles, il est ensuite remplaçant pour le deuxième match de poule face au Japon mais n'entre pas en jeu. Deux jours après cette rencontre, il est annoncé qu'il doit déclarer forfait pour le reste de la compétition à cause d'une possible entorse au genou.
Toutefois, il est de retour dès le mois d'août, participant à un match de pré-saison avec son club. En janvier 2016, il profite des absences sur blessure de Davit Zirakashvili et de Clément Ric pour intégrer une nouvelle fois une feuille de match professionnelle contre le SU Agen,. Quelques jours après ce match, il signe son premier contrat professionnel avec l'ASM Clermont Auvergne pour une durée de trois ans, dans un premier temps en tant qu'espoir puis dans un second en tant que joueur professionnel. Trois jours après la signature de son contrat, il est retenu peu de temps avant le match, à la suite du forfait tardif de Thomas Domingo, en tant que remplaçant pour affronter l'Union Bordeaux Bègles en Coupe d'Europe, il dispute alors ses premières minutes dans la compétition après avoir remplacé Daniel Kotze. Le même mois, il est également convoqué pour deux autres matchs de la compétition mais n'entre pas en jeu. À partir du mois de février, il participe une nouvelle fois au Tournoi des Six Nations des moins de 20 ans avec les Bleuets. Courant mai, il est sélectionné pour préparer le Championnat du monde junior avec cette sélection. Le même mois, il est retenu en tant que titulaire avec les espoirs de son club pour disputer la finale du Championnat de France espoirs face à leurs homologues de l'Union Bordeaux Bègles. Cependant, il s'incline avec son équipe aux tirs au but. Le mois suivant, il participe au Championnat du monde junior où il dispute quatre rencontres, dont trois en tant que titulaire, et inscrit un essai.
Au mois de juillet 2016, il est intégré dans la liste Développement de la Fédération française de rugby pour la saison 2016-2017, une liste qui cible les joueurs de moins de vingt-trois ans à fort potentiel dans le but d'intégrer à terme le XV de France. Durant la saison 2016-2017, il n'a que peu de temps de jeu, seulement soixante-cinq minutes réparties sur quatre rencontres. Cependant, il remporte son premier titre de Champion de France avec le club clermontois à l'issue de la saison mais il ne dispute pas la finale remportée face au RC Toulon.
En début de saison 2017-2018, il est remplaçant pour le premier match de la saison face à l'Union Bordeaux Bègles, il remplace Davit Zirakashvili et inscrit son premier essai en professionnel, sans pour autant éviter la défaite 32-25 des Clermontois. En octobre, alors qu'il n'a pas rejoué depuis la première journée, il est contraint de se faire opérer en raison d'une hernie cervicale. Deux mois plus tard, il connaît sa première titularisation en professionnel face à la Section paloise. Durant la rencontre, il est à créditer d'un sans faute en défense avec treize plaquages réussis et il se montre également performant en mêlée avec ses coéquipiers, cependant son équipe s'incline d'un point en fin de match. En janvier suivant, il subit une luxation du gros orteil du pied droit qui l'éloigne des terrains jusqu'en mars. Il enchaîne ensuite trois rencontres durant ce mois, dont deux en tant que titulaire, mais se blesse de nouveau lors du troisième match et sort après dix minutes de jeu à cause d'une nouvelle blessure à un orteil. Il ne rejoue plus de la saison et son temps de jeu se limite alors à cent-quatre-vingt-six minutes en raison des blessures qui ont freiné sa progression en plus de la concurrence de Davit Zirakashvili, Aaron Jarvis et de la recrue Rabah Slimani.
Pendant l'intersaison, il signe son premier contrat senior professionnel, étant jusque-là considéré comme espoir professionnel. Pendant la saison 2018-2019, il voit son temps de jeu augmenter avec sept matchs disputés dont quatre titularisations à la mi-décembre, cependant lors du même mois il est annoncé qu'il a pris la décision de quitter son club formateur, étant en fin de contrat à la fin de la saison, pour rejoindre le FC Grenoble en Pro D2 pour une durée de deux ans,. Dans un premier temps, il voit son temps de jeu décroître au profit du prometteur Sipili Falatea à la suite de cette annonce. Dans un second temps, à partir de la quinzième journée il est sollicité lors de toutes les rencontres, à l'exception de la vingt-deuxième journée, que l'ASM Clermont dispute, y compris le quart et la demi-finale de Challenge européen et engrange finalement un temps de jeu conséquent,. Cependant, étant titulaire pour la dernière journée de Top 14 pour son dernier match au stade Marcel-Michelin face au Montpellier HR, il subit une déchirure au mollet lors de la seule défaite à domicile de son club de la saison. De ce fait, il manque les phases finales de son équipe, dont notamment le sacre en Challenge européen et la finale de Top 14 perdue face au Stade toulousain,.

### Passage au FC Grenoble en Pro D2, rebond en Nationale au CS Bourgoin-Jallieu et retour en Pro D2 à Colomiers
Michaël Simutoga fait donc son arrivée à Grenoble pour la saison 2019-2020, durant celle-ci il a exclusivement un rôle de remplaçant et dispute un total de quatorze rencontres dont douze dans ce rôle. La saison est suspendue, puis annulée à partir du mois de mars à cause de la pandémie de Covid-19.
Pendant la saison 2020-2021, son temps de jeu reste sensiblement le même, il dispute seulement onze rencontres et n'est titularisé qu'à deux reprises. Au mois de mai de la saison, alors en fin de contrat, il est annoncé qu'il quitte Grenoble pour rejoindre le CS Bourgoin-Jallieu, évoluant en Nationale, pour une durée de deux ans.
Durant ses deux saisons à Bourgoin-Jallieu, il voit son temps de jeu augmenter grandement, disputant vingt rencontres dont onze en tant que titulaire lors de sa première saison et le même nombre de matchs pour quatorze titularisations lors de la saison 2022-2023.
À l'issue de la saison, il rejoint Colomiers Rugby en Pro D2. Il manque les quatre premières journées de la saison en raison d'une suspension à son encontre après un carton rouge reçu lors de la fin de saison avec son ancien club et fait alors ses débuts contre l'US Dax pour le compte de la cinquième journée de Pro D2 2023-2024. Pour sa première saison à Colomiers, il prend part à dix-huit rencontres, dont six comme titulaire, pour un essai inscrit.
Lors de sa deuxième saison à Colomiers Rugby, il est titulaire lors du match de barrage de Pro D2 contre l'US Montauban. Toutefois, son club est éliminé 23 à 26 par le futur vainqueur de la compétition. Au total, il joue dix-neuf matchs pour douze titularisations.

## Statistiques

### En club
| Saison                    | Club                      | Championnat | Championnat | Championnat | Compétitions de l'EPCR                               | Compétitions de l'EPCR                               | Compétitions de l'EPCR                               |
| Saison                    | Club                      | Compétition | Matchs      | Essais      | Compétition                                          | Matchs                                               | Essais                                               |
| ------------------------- | ------------------------- | ----------- | ----------- | ----------- | ---------------------------------------------------- | ---------------------------------------------------- | ---------------------------------------------------- |
| 2014-2015                 | ASM Clermont Auvergne     | Top 14      | 1           | -           | Coupe d'Europe                                       | -                                                    | -                                                    |
| 2015-2016                 | ASM Clermont Auvergne     | Top 14      | 2           | -           | Coupe d'Europe                                       | 1                                                    | -                                                    |
| 2016-2017                 | ASM Clermont Auvergne     | Top 14      | 3           | -           | Coupe d'Europe                                       | 1                                                    | -                                                    |
| 2017-2018                 | ASM Clermont Auvergne     | Top 14      | 6           | 1           | Coupe d'Europe                                       | -                                                    | -                                                    |
| 2018-2019                 | ASM Clermont Auvergne     | Top 14      | 13          | -           | Challenge européen                                   | 6                                                    | -                                                    |
| Total ASM Clermont        | Total ASM Clermont        | Top 14      | 25          | 1           | Coupe d'Europe                                       | 2                                                    | 0                                                    |
| Total ASM Clermont        | Total ASM Clermont        | Top 14      | 25          | 1           | Challenge européen                                   | 6                                                    | 0                                                    |
| 2019-2020                 | FC Grenoble               | Pro D2      | 14          | -           | Pas de qualification pour les compétitions de l'EPCR | Pas de qualification pour les compétitions de l'EPCR | Pas de qualification pour les compétitions de l'EPCR |
| 2020-2021                 | FC Grenoble               | Pro D2      | 11          | -           | Pas de qualification pour les compétitions de l'EPCR | Pas de qualification pour les compétitions de l'EPCR | Pas de qualification pour les compétitions de l'EPCR |
| Total FC Grenoble         | Total FC Grenoble         | Pro D2      | 25          | 0           | Pas de qualification pour les compétitions de l'EPCR | Pas de qualification pour les compétitions de l'EPCR | Pas de qualification pour les compétitions de l'EPCR |
| 2021-2022                 | CS Bourgoin-Jallieu       | Nationale   | 20          | -           | Pas de qualification pour les compétitions de l'EPCR | Pas de qualification pour les compétitions de l'EPCR | Pas de qualification pour les compétitions de l'EPCR |
| 2022-2023                 | CS Bourgoin-Jallieu       | Nationale   | 20          | 1           | Pas de qualification pour les compétitions de l'EPCR | Pas de qualification pour les compétitions de l'EPCR | Pas de qualification pour les compétitions de l'EPCR |
| Total CS Bourgoin-Jallieu | Total CS Bourgoin-Jallieu | Nationale   | 40          | 1           | Pas de qualification pour les compétitions de l'EPCR | Pas de qualification pour les compétitions de l'EPCR | Pas de qualification pour les compétitions de l'EPCR |
| 2023-2024                 | Colomiers Rugby           | Pro D2      | 18          | 1           | Pas de qualification pour les compétitions de l'EPCR | Pas de qualification pour les compétitions de l'EPCR | Pas de qualification pour les compétitions de l'EPCR |
| 2024-2025                 | Colomiers Rugby           | Pro D2      | 19          | -           | Pas de qualification pour les compétitions de l'EPCR | Pas de qualification pour les compétitions de l'EPCR | Pas de qualification pour les compétitions de l'EPCR |
| Total Colomiers Rugby     | Total Colomiers Rugby     | Pro D2      | 37          | 1           | Pas de qualification pour les compétitions de l'EPCR | Pas de qualification pour les compétitions de l'EPCR | Pas de qualification pour les compétitions de l'EPCR |

### En équipe nationale de jeunes
Michaël Simutoga dispute quinze matchs avec l'équipe de France des moins de 20 ans, prenant part à deux éditions du Tournoi des Six Nations des moins de 20 ans en 2015 et 2016 ainsi qu'à deux éditions du Championnat du monde junior en 2015 et 2016. Il inscrit dix points, deux essais.

## Palmarès
- Finaliste du Championnat de France en 2015 et 2019 avec l'ASM Clermont.
- Finaliste du Championnat de France espoirs en 2016 avec l'ASM Clermont.
- Vainqueur du Championnat de France en 2017 avec l'ASM Clermont.